# Rocky i ptaki Dodo
Rocky i ptaki Dodo (ang. Rocky and the Dodos, 1998–1999) – brytyjski serial animowany stworzony przez Isabellę Mills i Shanii Novak. Wyprodukowany przez studio Cosgrove Hall.
Światowa premiera serialu miała miejsce w 1998 roku na kanale ITV. Ostatni odcinek został wyemitowany w 1999 roku. W Polsce serial nadawany był od stycznia do lutego 1999 roku na antenie Canal+. Serial emitowany był także na nieistniejącym kanale MiniMax.

## Spis odcinków
| N/o            | Tytuł angielski                   |
| -------------- | --------------------------------- |
|                |                                   |
| SERIA PIERWSZA |                                   |
|                |                                   |
| 01             | It's Good to Squawk               |
|                |                                   |
| 02             | Rock Chick                        |
|                |                                   |
| 03             | Eggs Stink                        |
|                |                                   |
| 04             | Eye of the Dodo                   |
|                |                                   |
| 05             | Dodo Abduction                    |
|                |                                   |
| 06             | When the Green Stuff Turns Fluffy |
|                |                                   |
| 07             | Three Footed Fartians             |
|                |                                   |
| 08             | On the Rocks                      |
|                |                                   |
| 09             | Cheese Means Dreams               |
|                |                                   |
| 10             | Hey Blue Foot                     |
|                |                                   |
| 11             | The Limpet Olympics               |
|                |                                   |
| 12             | Cry Beak                          |
|                |                                   |
| 13             | Cheatin' Chick                    |
|                |                                   |
| SERIA DRUGA    |                                   |
|                |                                   |
| 14             | Friends and Anemonies             |
|                |                                   |
| 15             | Café Dodo                         |
|                |                                   |
| 16             | Mind Over Mutter                  |
|                |                                   |
| 17             | Dodos Just Wanna Have Fun         |
|                |                                   |
| 18             | Double O' Dodo                    |
|                |                                   |
| 19             | A Creep in the Night              |
|                |                                   |
| 20             | Seeing is Deceiving               |
|                |                                   |
| 21             | The Root of All Weevils           |
|                |                                   |
| 22             | Listen With Rocky                 |
|                |                                   |
| 23             | You've Been Blamed                |
|                |                                   |
| 24             | Peck to the Future                |
|                |                                   |
| 25             | Dodos That Go Flap in the Night   |
|                |                                   |
| 26             | Where Have All the Dodos Gone?    |
|                |                                   |